# Ravi (rivier)
De Ravi (Sanskriet: रवि, Punjabi: ਰਾਵੀ, Urdu: راوی) is een rivier in India en Pakistan. De rivier ontspringt in de Himalaya in Himachal Pradesh en stroomt dan door de Punjab om uit te komen in de Chenab. Het is een van de vijf rivieren waarnaar de Punjab genoemd is (panj ab betekent "vijf stromen").
In de veda's wordt de Ravi Parushani of Iravati genoemd. De Grieken noemden hem Hydraotes.
De Ravi ontspringt in de bergketen Pir Panjal. De rivier stroomt westwaarts door de Chambavallei, die tussen de Dhauladhar en Pir Panjal ketens in ligt. Bij Dalhousie snijdt de rivier een kloof door de Dhauladhar om ten noorden van Pathankot de vlakte van de Punjab te bereiken en in zuidwestelijke richting Pakistan binnen te stromen. Ongeveer 80 km lang vormt de Ravi de grens tussen India en Pakistan. De rivier stroomt door de stad Lahore en de ruïnes van Harappa, om ten zuiden van Shorkot in de Chenab uit te monden.
In het Indus-Waterverdrag wordt het gebruik van het water van de Ravi aan India toegekend.

## Rig-veda
In de rig-veda wordt de Slag van de Tien Koningen uitgevochten op de oever van de rivier Parushani. Volgens Yaska is dit de Iravati (de Ravi) in de Punjab. Moderne studies bevestigen dit.
- Bibliothèque nationale de France: cb131746522 (data)
- Library of Congress Control Number: sh87002222
- Nationale Bibliotheek van Israël: 987007529692305171
- Système universitaire de documentation: 035211105
- Virtual International Authority File: 138148570703324312478
- WorldCat: E39PBJw4CkRv684fMc7YhvWVYP